# Christine Orengo
Christine Anne Orengo (22 de juny de 1955) és catedràtica de bioinformàtica a l'Escola Universitària de Londres, (University College of London) i ha estat àmpliament reconeguda pel seu treball en estructures de proteïnes, particularment en la creació de la base de dades CATH; un catàleg disponible públicament que proporciona informació sobre les relacions evolutives dels dominis de proteïnes. Orengo també és la primera dona presidenta de la Societat Internacional de Biologia Computacional (International Society for Computational Biology, ISCB).

## Carrera i recerca
Orengo va estudiar química física a la Universitat de Bristol on va obtenir la llicenciatura en ciències. Va continuar els seus estudis a la Universitat d'Aberdeen, on l'any 1977 va obtenir un màster en física mèdica per la seva recerca sobre l'alteració del metabolisme del ferro en rates de laboratori (Rattus norvegicus) amb sarcomes de Yoshida. El 1984, va fer un doctorat a l'Escola Universitària de Londres (UCL) sobre les propietats redox dels grups hemo en proteïnes. Posteriorment va fer una investigació postdoctoral a l'Institut Nacional de Recerca Mèdica (NIMR) del Regne Unit fins al 1990. Es va incorporar al departament de bioquímica i biologia molecular de la UCL i el 1995 va rebre una beca sènior en bioinformàtica per al Consell de Recerca Mèdica del Regne Unit (Medical Research Council, MRC). El 2002 va ser ascendida a catedràtica de Bioinformàtica.
La investigació d'Orengo se centra en l'anàlisi de gens, proteïnes i sistemes biològics utilitzant mètodes computacionals per classificar les proteïnes en famílies evolutives. La seva recerca ha estat finançada pel MRC i el Consell de Recerca en Ciències Biològiques i Biotecnologia (Biotechnology and Biological Sciences Research Council, BBSRC).
Orengo és coeditora, amb David Jones i Janet Thornton, del llibre Bioinformatics: Genes, Proteins and Computers. Va ser escollida membre de l'Organització Europea de Biologia Molecular (EMBO) el 2014 i membre de la Royal Society (FRS) el 2019.